# Zhaoxiang
Rei Zhaoxiang de Qin ou rei Zhao de Qin (秦昭襄王 ou 秦昭王) (324 a.C. — 250 a.C.) foi o filho do rei Huiwen, irmão pequeno do rei Wu. Depois da morte do rei Wu, o rei Zhao se enfrentou pelo Império Qin com seu irmão menor em 306 a.C. Com a ajuda do rei Wuling, o rei Zhao finalmente ascendeu ao trono. 